# 贝纳文蒂
贝纳文蒂'（葡萄牙语：Benavente，葡萄牙語發音：[bɨnɐˈvẽt(ɨ)]）是葡萄牙圣塔伦区的一个市镇，总面积521.0平方公里，总人口29,388（2011年）。当地经济以农业为主。